# Liste der geschützten Landschaftsbestandteile in München
In München gab es im März 2024 insgesamt 49 ausgewiesene geschützte Landschaftsbestandteile.

## Geschützte Landschaftsbestandteile
| Abfanggraben mit angrenzendem Halbtrockenrasen                |    | LB-00269 | München Zwei Teilflächen: Abfanggraben an der nordöstlichen Stadtgrenze                                                                                               | ⊙ | 9,77 | 26. Juni 1989 |
| Alter Botanischer Garten                                      |    | LB-00273 | München | ⊙ | 3,02 | 26. Juni 1989 |
| Alter Laubgehölzbestand und Gehölzsukzession am Bichlhofweg   | BW | LB-00287 | München | ⊙ | 1,86 | 27. Aug. 1990 |
| Alter Nördlicher Friedhof                                     |    | LB-00255 | München | ⊙ | 4,05 | 18. Mai 1989  |
| Alter Südlicher Friedhof                                      |    | LB-00250 | München | ⊙ | 9,28 | 18. Mai 1989  |
| Am Hochacker                                                  |    | LB-01664 | München Zwei Teilflächen: | ⊙ | 3,42 | 5. Mai 1993   |
| Am Hochacker Teilfläche d                                     |    | LB-00280 | München | ⊙ | 1,32 | 5. Feb. 2005  |
| Bahndamm im Moosgrund                                         |    | LB-00268 | München Aufgelassener Bahndamm der Güterumgehungsbahn Nord (Feldkirchner Tangente) auf dem Gebiet der Stadt München                                                   | ⊙ | 8,10 | 26. Juni 1989 |
| Biedersteiner Kanal mit begleitendem Gehölzbestand            |    | LB-00254 | München Drei Teilflächen: Gehölzbestand beiderseits des Nymphenburg-Biedersteiner Kanals zwischen der Dachauer Straße und der Fußgängerbrücke an der Tintorettostraße | ⊙ | 3,16 | 18. Mai 1989  |
| Buchenwäldchen östlich der Wolfratshauser Straße              | BW | LB-00252 | München Zwei Teilflächen: | ⊙ | 4,70 | 18. Mai 1989  |
| Buschartiger Wald zwischen Erlbach und Faulwiesenweg          | BW | LB-00258 | München | ⊙ | 1,62 | 11. Apr. 1989 |
| Eichen-Hainbuchen-Wald südwestlich von Gut Freiham            | BW | LB-00261 | München | ⊙ | 0,71 | 11. Apr. 1989 |
| Fasangarten                                                   |    | LB-00277 | München Zwei Teilflächen: | ⊙ | 3,39 | 5. Juli 1989  |
| Fasangarten-Teilfläche M-304.01                               |    | LB-01667 | München Zwei Teilflächen: | ⊙ | 1,86 | 15. Juli 2008 |
| Feldgehölz am Steffelweg                                      | BW | LB-00259 | München | ⊙ | 0,79 | 11. Apr. 1989 |
| Feldgehölze an der Galopprennbahn Riem                        | BW | LB-00271 | München Drei Teilflächen: | ⊙ | 5,13 | 26. Juni 1989 |
| Feldgehölze an der Jagdhornstraße                             | BW | LB-00281 | München Zwei Teilflächen: | ⊙ | 0,81 | 6. Juli 1990  |
| Feldgehölze und Ruderalfluren im Ausbesserungswerk Neuaubing  | BW | LB-00260 | München | ⊙ | 2,38 | 1. Apr. 1989  |
| Gehölzbestand und Baumreihe an der Waldhornstraße             | BW | LB-01668 | München | ⊙ | 0,28 | 15. Dez. 1995 |
| Gehölzbestände und magere Wiesenflächen nördlicher Weiherweg  | BW | LB-01670 | München | ⊙ | 0,71 | 6. Juli 1995  |
| Gehölzbestände und Wildkrautflächen an der Waldhornstraße     | BW | LB-01671 | München | ⊙ | 0,83 | 15. Dez. 1999 |
| Hecke am Oskar-Maria-Graf-Ring                                |    | LB-00251 | München | ⊙ | 0,40 | 18. Mai 1989  |
| Hecke und Eichen-Hainbuchen-Wäldchen an der Maria-Eich-Straße | BW | LB-00256 | München Drei Teilflächen: | ⊙ | 1,11 | 18. Mai 1989  |
| Hecken an der Lerchenauer Straße                              | BW | LB-00245 | München Drei Teilflächen: | ⊙ | 1,13 | 18. Mai 1989  |
| Hecken und Bäche am Erlbachwiesenweg und Faulwiesenweg        | BW | LB-00264 | München Drei Teilflächen: | ⊙ | 3,50 | 26. Juni 1989 |
| Hecken und Gehölzbestände am südlichen Weiherweg              | BW | LB-01669 | München | ⊙ | 0,74 | 6. Juli 1995  |
| Heiderest am Siemenspark                                      | BW | LB-00253 | München | ⊙ | 0,91 | 11. Apr. 1989 |
| Langwieder Heide                                              |    | LB-00284 | München Zwei Teilflächen: | ⊙ | 27,3 | 13. Apr. 1995 |
| Laubmischwald Im Gefilde                                      |    | LB-00272 | München | ⊙ | 2,30 | 26. Juni 1989 |
| Laubwäldchen an der Odin- und Englschalkinger Straße          | BW | LB-00270 | München Drei Teilflächen: | ⊙ | 1,50 | 26. Juni 1989 |
| Laubwäldchen an der Wolfratshauser Straße                     | BW | LB-00262 | München | ⊙ | 2,69 | 11. Apr. 1989 |
| Messepark und Park bei der Ruhmeshalle                        |    | LB-00279 | München Zwei Teilflächen: | ⊙ | 6,48 | 25. Sep. 1989 |
| Mischwald und Wildgrasflur Am Eulenhorst                      | BW | LB-00274 | München | ⊙ | 0,66 | 5. Juli 1989  |
| Neuaubinger Wäldchen                                          | BW | LB-00278 | München | ⊙ | 9,07 | 7. Mai 1993   |
| Odinshain                                                     |    | LB-00249 | München | ⊙ | 0,54 | 18. Mai 1989  |
| Östliche Kiesgrube im Moosgrund                               | BW | LB-00276 | München | ⊙ | 3,01 | 5. Juli 1989  |
| Park des Herzzentrums an der Lazarettstraße                   | BW | LB-00283 | München | ⊙ | 0,89 | 6. Juli 1990  |
| Restflächen der Perlacher Heide                               |    | LB-01663 | München Zwei Teilflächen: | ⊙ | 2,96 | 21. Feb. 1990 |
| Restlaubwaldbestände am Perlacher Forst                       |    | LB-01666 | Perlacher Forst, München 14 Teilflächen: | ⊙ | 17,4 | 15. Juli 2008 |
| Saatkrähenkolonie Hasenbergl                                  | BW | LB-00263 | München | ⊙ | 6,87 | 26. Juni 1989 |
| Schwabenbächl östlich der Angerlohe                           | BW | LB-00248 | München | ⊙ | 1,42 | 18. Mai 1989  |
| Siemenswäldchen                                               | BW | LB-00282 | München Drei Teilflächen: | ⊙ | 4,69 | 6. Juli 1990  |
| Streuwiesen östlich des Scharinenbachs                        | BW | LB-00267 | München Zwei Teilflächen: | ⊙ | 2,19 | 26. Juni 1989 |
| Streuwiesen und Weidengebüsche an der Scharinenbachstraße     | BW | LB-00266 | München Zwei Teilflächen: | ⊙ | 2,91 | 26. Juni 1989 |
| Sukzessionsfläche an der Leoprechtingstraße                   |    | LB-00275 | München | ⊙ | 0,67 | 5. Juli 1989  |
| Teilfläche a der Mischwaldreste in München-Solln              | BW | LB-00247 | München | ⊙ | 0,35 | 27. Aug. 1990 |
| Teilfläche c der Mischwaldreste in München-Solln              | BW | LB-01665 | München | ⊙ | 0,25 | 27. Aug. 1990 |
| Teilfläche e der Hecken an der Lerchenauer Straße             | BW | LB-00246 | München | ⊙ | 0,09 | 30. Jan. 1991 |
| Verbuschte Streuwiesenreste in Langwied                       | BW | LB-00265 | München Sechs Teilflächen: | ⊙ | 5,04 | 26. Juni 1989 |
| Legende für Geschützter Landschaftsbestandteil                |    |          | |   |      |               |